# Poslovna škola Wharton Pennsylvanijskog sveučilišta
Poslovna škola Wharton Pennsylvanijskog sveučilišta, poznatija pod nadimcima Wharton School i Wharton, je privatna poslovna škola u sastavu Sveučilišta u Pennsylvaniji sa sjedištem u Philadelphiji. Članica je športske Lige bršljana i unutar sveučilišta, jedna od Kolonijalnih koledža. Osnovana je 1881. godine zahvaljujući novčanim prilozima američkog poduzetnika Josepha Whartona, kao prva poslovna škola na svijetu.
Njezin program za posijediplomski studij Master of Business Administration (MBA) proglašen je najboljim na svijetu u izboru internetske stranice Business Insider i britanske tvrtke Quacquarelli Symonds. Časopis Forbes i tvrtka U.S. News & World Report proglasili su cjelokupni poslijediplomski studijski program najboljim u Sjedinjenim Američkim Državama. Sama škola uvrštena je popis 50 najboljih poslovnih škola u svijetu.
Prema procjenama i istraživanjima spomenute tvrtke U.S. News & World Report, poduzetnici i ekonomisti s Poslovne škole Warton imaju najvišu godišnju osnovnu plaću u SAD-u, koja iznosi oko 125.000 američkih dolara. Istovremeno, ekonomski stručnjaci s ovom diplomom jedni su od natraženijih i najcjenjenijih u zemlji. Škola ima preko 95.000 diplomanata iz 153 zemlje svijeta, a među poznatijima su Donald Trump, Warren Buffett, Elon Musk, Michael Moritz, John Sculley i drugi.

## Vanjske poveznice
- Službene stranice (engl.)